# 圣蒂贝里
圣蒂贝里（法語：Saint-Thibéry，法語發音：[sɛ̃ tibeʁi]）是法国埃罗省的一个市镇，属于贝济耶区。

## 地理
圣蒂贝里（43°23'48"N, 3°25'0"E）面积18.47 平方千米，位于法国奧克西塔尼大區埃罗省，该省份为法国南部沿海省份，南濒地中海，西南接奥德省，西北接塔恩省和阿韦龙省，东北与加尔省接壤。
与圣蒂贝里接壤的市镇（或旧市镇、城区）包括：贝桑、弗洛朗萨克、蒙布朗、内济尼昂莱韦克、佩兹纳斯、瓦尔罗。

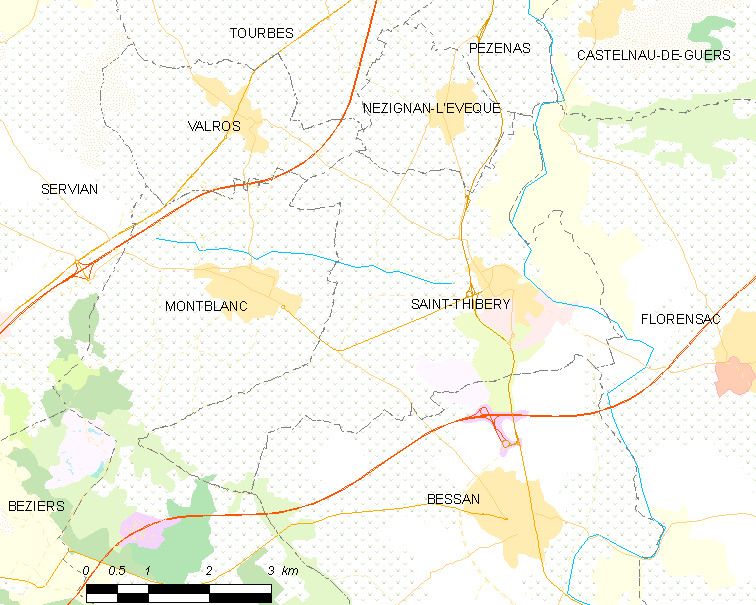
圣蒂贝里的OSM定位图

圣蒂贝里的时区为UTC+01:00、UTC+02:00（夏令时）。

## 行政
圣蒂贝里的邮政编码为34630，INSEE市镇编码为34289。

## 政治
圣蒂贝里所属的省级选区为佩兹纳斯县。

## 人口

1962-2008年间圣蒂贝里人口变化图示

圣蒂贝里于2022年1月1日时的人口数量为3047人。